# Casa de la Vila d'Avinyonet del Penedès
La Casa de la Vila d'Avinyonet del Penedès (Alt Penedès) és un edifici protegit com a bé cultural d'interès local.

## Descripció
És un edifici de dimensions considerables, compost de planta baixa i pis, amb façana de composició simètrica, cos central destacat amb balcó tripartit i portal principal d'arc rebaixat. Té obertures amb llindes i trencaaigües superior, finestres geminades a la planta baixa, motllura horitzontal de separació de pisos, i vertical, coronament amb escalonaments. A l'interior hi ha columnes toscanes de fusta treballada.